# Colby Cave
Colby Cave, född 26 december 1994 i North Battleford, Saskatchewan, död 11 april 2020 i Toronto, Ontario, var en kanadensisk professionell ishockeyforward som senast spelade för Bakersfield Condors i AHL, farmarlaget för Edmonton Oilers i NHL.

## Spelarkarriär

### NHL

#### Boston Bruins
Cave blev aldrig draftad men skrev som free agent på ett treårigt entry level-kontrakt med Boston Bruins den 7 april 2015. Den 14 juli 2018 förlängde han med Bruins och skrev på ett tvåårskontrakt värt 1,35 miljoner dollar.

#### Edmonton Oilers
Den 15 januari 2019 sattes han på waivers av Bruins i syfte att skickas till deras farmarlag, men plockades på waivers av Edmonton Oilers. Oilers General Manager, Peter Chiarelli, var även den som hämtade Cave till Bruins när han var General Manager där.

## Privatliv
Cave fick en hjärnblödning natten mellan 6 och 7 april 2020 på grund av en tumör i hjärnan och försattes i koma. Han avled tidig morgon 11 april 2020 vid Sunnybrook Hospital i Toronto.

## Statistik
| 2009–10    | Battlefords Stars       | SMHL       | 42 | 15 | 21 | 36 | 40 | —  | — | — | — | —  |
| 2010–11    | Battlefords Stars       | SMHL       | 44 | 14 | 22 | 36 | 28 | —  | — | — | — | —  |
| 2010–11    | Battlefords North Stars | SJHL       | 3  | 0  | 1  | 1  | 0  | —  | — | — | — | —  |
| 2010–11    | Swift Current Broncos   | WHL        | 1  | 0  | 0  | 0  | 0  | —  | — | — | — | —  |
| 2011–12    | Swift Current Broncos   | WHL        | 70 | 6  | 10 | 16 | 36 | —  | — | — | — | —  |
| 2012–13    | Swift Current Broncos   | WHL        | 72 | 21 | 20 | 41 | 39 | 5  | 2 | 2 | 4 | 8  |
| 2013–14    | Swift Current Broncos   | WHL        | 72 | 33 | 37 | 70 | 30 | 6  | 0 | 2 | 2 | 0  |
| 2014–15    | Swift Current Broncos   | WHL        | 72 | 35 | 40 | 75 | 52 | 4  | 2 | 0 | 2 | 2  |
| 2014–15    | Providence Bruins       | AHL        | 1  | 0  | 0  | 0  | 0  | —  | — | — | — | —  |
| 2015–16    | Providence Bruins       | AHL        | 75 | 13 | 16 | 29 | 27 | 3  | 2 | 1 | 3 | 5  |
| 2016–17    | Providence Bruins       | AHL        | 76 | 13 | 22 | 35 | 52 | 17 | 1 | 5 | 6 | 18 |
| 2017–18    | Providence Bruins       | AHL        | 72 | 11 | 22 | 33 | 29 | 4  | 0 | 0 | 0 | 2  |
| 2017–18    | Boston Bruins           | NHL        | 3  | 0  | 0  | 0  | 2  | —  | — | — | — | —  |
| 2018–19    | Providence Bruins       | AHL        | 15 | 6  | 12 | 18 | 13 | —  | — | — | — | —  |
| 2018–19    | Boston Bruins           | NHL        | 20 | 1  | 4  | 5  | 8  | —  | — | — | — | —  |
| 2018–19    | Edmonton Oilers         | NHL        | 33 | 2  | 1  | 3  | 8  | —  | — | — | — | —  |
| 2019–20    | Edmonton Oilers         | NHL        | 11 | 1  | 0  | 1  | 4  | —  | — | — | — | —  |
| 2019–20    | Bakersfield Condors     | AHL        | 44 | 11 | 12 | 23 | 24 | —  | — | — | — | —  |
| NHL totalt | NHL totalt              | NHL totalt | 67 | 4  | 5  | 9  | 22 | —  | — | — | — | —  |